# WaKeeney
WaKeeney város az USA Kansas államában, Trego megyében, melynek megyeszékhelye is. Lakosainak száma 1799 fő (2020. április 1.).

## Népesség
A település népességének változása:
| Lakosok száma | 418  | 1862 | 1799 |
|               | 1880 | 2010 | 2020 |